# El Corte Inglés
El Corte Inglés («Эль Ко́рте Ингле́с», в переводе с испанского — «Английский крой») — сеть испанских торговых домов. Самая крупная сеть универсальных магазинов в Испании. El Corte Inglés насчитывала в 2013 году 87 универсальных магазинов, из которых 85 расположено на континентальной территории Испании, на Канарских и Балеарских островах. В 2001 году первый торговый дом El Corte Inglés открылся за пределами Испании в Лиссабоне, второй El Corte Inglés в Португалии открылся в 2006 году в Вила-Нова-де-Гайя.
Название происходит от швейного ателье детской одежды, открывшегося в Мадриде в 1890 году. В 1934 году Рамон Аресес приобрёл ателье, преобразовал его в акционерное общество и занялся продажами товаров. В настоящее время остаётся семейным предприятием, поскольку мажоритарными акционерами являются члены семьи Аресес и Фонд Рамона Аресеса.
В группу El Corte Inglés также входят сети гипермаркетов Hipercor, супермаркетов Supercor, круглосуточных супермаркетов Opencor и туристические агентства Viajes El Corte Inglés.

## История
В 1934 году Рамон Аресес приобрёл швейное ателье в центре Мадрида и переоборудовал его в магазин, сохранив лишь название El Corte Inglés. В 1940 году он купил расположенный рядом на улице Калье-де-Пресьядос универмаг El Aguila, а 28 июня 1940 года зарегистрировал компанию El Corte Inglés. В 1953 году в компании начал работать племянник основателя Изидоро Альварес (Isidoro Alvarez), в 1959 году он вошёл в совет директоров (у Рамона Аресеса не было детей). В 1962 году был открыт первый универмаг компании в Барселоне. В 1967 году El Corte Inglés начала выпуск собственных кредитных карт. В ноябре 1969 года было создано туристическое агентство Viajes El Corte Inglés. В 1976 году был учреждён фонд Рамона Аресеса, который финансировал различные научные и культурные проекты, в частности компьютеризацию Архива Индий. В 1979 году была основана сеть гипермаркетов Hipercor.
В 1983 году компания ышла на рынок США, купив Harris Company, которой принадлежала сеть магазинов и торговых центров в Калифорнии. В 1988 году была основана компания Informática El Corte Inglés по продаже компьютерной техники, а также издательство Editorial Centro de Estudios Ramón Areces. После смерти Рамона Аресеса 30 июля 1989 году компанию возглавил Изидоро Альварес, а крупнейшим акционером стал фонд Рамона Аресеса. В 1995 году был поглощён основной конкурент на испанском рынке, Galerías Preciados, что увеличило число универмагов компании с 33 до 63. В июне 1997 года было создано совместное предприятие с нефтяной компанией Repsol по развитию сети супермаркетов Supercor рядом с автозаправками. В 1998 году сеть в США, постоянно приносившая убытки, была продана компании Gottschalks. В 2001 году была основана сеть магазинов одежды Sfera. В 2013 году 51 % акций финансового подразделения был продан Grupo Santander.

## Деятельность
Выручка компании за 2022/23 финансовый год составила 14,1 млрд евро, их них на розничную торговлю пришлось 12,2 млрд евро, а на туристическое агентство — 1,7 млрд евро. На Испанию пришлось 12,8 млрд евро выручки, на другие страны Евросоюза — 657 млн евро, на другие регионы — 594 млн евро.
По состоянию на начало 2023 года розничная сеть включала:
- El Corte Inglés — 74 универмага в Испании и 2 в Португалии, также под этим брендом работало 54 супермаркета;
- Hipercor — 37 гипермаркетов;
- Supercor — 189 супермаркетов в Испании и 6 в Португалии;
- Sfera — сеть магазинов одежды (164 собственных, 251 франчайзинговых в ряде стран).

У туроператора Veci Travel Group было 557 агентств в Испании, 19 в Португалии и 157 в других странах.
Кроме этого в состав группы входит охранная фирма, предоставляющая услуги телохранителей, видеонаблюдения и сигнализации.